# Oedothorax esyunini
Oedothorax esyunini är en spindelart som beskrevs av Zhang, Zhang och Yu 2003. Oedothorax esyunini ingår i släktet Oedothorax och familjen täckvävarspindlar. Inga underarter finns listade i Catalogue of Life.